# Comité analyse recherche et expertise
Wikipédia ne donne pas de conseils médicaux ou sanitaires. Cet article est susceptible de contenir des informations obsolètes ou inexactes. Seul un professionnel de la santé est apte à vous fournir un avis médical, et seules les autorités sanitaires de votre pays sont compétentes pour donner des consignes de santé publique relatives à la pandémie de Covid-19.
 (octobre 2022).
Le Comité analyse recherche et expertise (CARE) est un comité créé le 24 mars 2020 par le Gouvernement français afin de le conseiller dans la lutte contre la pandémie de Covid-19 en cours dans le pays. Il est constitué de douze personnalités scientifiques et médecins. Le CARE travaille avec le conseil scientifique constitué le 11 mars 2020 sous l'égide du ministère de la Santé.

## Composition
- Françoise Barré-Sinoussi, virologue, présidente[1]
- Jean-Philippe Spano
- Yazdan Yazdanpanah, infectiologue, membre du conseil scientifique
- Franck Molina, bio-informaticien, directeur de l'unité mixte de recherche Sys2Diag (CNRS, ALCEN)[2]
- Dominique Valeyre
- Bertrand Thirion
- Sylviane Muller, immunologiste
- Laëtitia Atlani-Duault, anthropologue, membre du conseil scientifique
- Marie-Paule Kieny, virologue
- Muriel Vayssier
- Marc Lecuit
- Christophe Junot

## Avis sur l'utilisation de l'hydroxychloroquine et de l'azithromycine
L'avis[Lequel ?] sur la recommandation de l'utilisation de l'hydroxychloroquine seule et pour des cas sévères et sans l'azithromycine est controversé.
Par ailleurs, il semble que ce « comité analyse recherche et expertise » attende beaucoup des résultats de l'essai clinique Discovery lancé en Europe. Or cet essai fait l’objet d’une controverse, liée à celle sur l'hydroxychloroquine.